# Silvano Barilli
Silvano Barilli (* 2. Dezember 1968) ist ein Schweizer Berufsoffizier (Brigadier).

## Leben
Silvano Barilli besitzt ein Lizenziat in Wirtschaftswissenschaften der Universität Zürich und einen Master in Militärwissenschaften der Air University (Montgomery) (2005). 1998 trat Barilli dem Instruktionskorps der Flieger Unteroffiziers- und Rekrutenschule bei. 2000 wurde er zum zugeteilten Stabsoffizier des Kommandanten der Flugplatzbrigade. 2006 wurde er an der Höhere Kaderausbildung der Armee Gruppenchef und Stabscoach. 2009 leistete er einen Auslandseinsatz zu Gunsten der Swisscoy. 2011 wurde er Kommandant der Flieger Unteroffiziers- und Rekrutenschule und 2014 Projektleiter der Weiterentwicklung der Schweizer Luftwaffe. 
Im Jahr 2016 wurde er unter gleichzeitiger Beförderung zum Brigadier Stabschef des Chefs der Armee. Von 2018 bis 2021 führte er als Kommandant die Logistikbrigade 1, seit dem 1. Januar 2022 ist er Kommandant des Lehrverbandes Logistik.
Barilli ist verheiratet mit Maria Anna Barilli.